# John Heitinga
John Gijsbert Alan Heitinga, född 15 november 1983 i Alphen aan den Rijn, är en nederländsk före detta fotbollsspelare som sist spelade för AFC Ajax i Eredivisie. 

## Klubbkarriär
John Heitinga gjorde sin officiella ligadebut i AFC Ajax i den nederländska högstaligan Eredivisie den 21 augusti 2001. I början var han ytterst skadedrabbad och fick ingen given plats i startelvan. När inte skadorna längre bekymrade tog han en ordinarie plats i laget. Den 25 mars 2008 gick han över till Atletico Madrid efter ett bud på 10 miljoner euro. I slutet av sommaren 2009 köptes Heitinga av Everton.
Den 1 februari 2016 meddelade Heitinga att han skulle avsluta sin spelarkarriär.

## Landslagskarriär
Heitinga debuterade i det nederländska landslaget den 18 februari 2004 i en match mot USA.